# Пало дел Коле
Па̀ло дел Ко̀ле (на италиански: Palo del Colle, на местен диалект Pale, Пале) е град и община в Южна Италия, провинция Бари, регион Пулия. Разположен е на 177 m надморска височина. Населението на общината е 21 633 души (към 2013 г.).